# 楠博恩
楠博恩（德語：Namborn，發音：[ˈnambɔʁn]）是德国萨尔兰州圣文德尔县的市镇，面积25.98平方千米，2023年12月31日人口为6,951人。

## 友好城市
- 法國 朗雅克